# Pequeña Victoria
Pequeña Victoria es una telenovela argentina creada por Érika Halvorsen y Daniel Burman para Telefe. Protagonizada por Julieta Díaz, Luciano Castro y Natalie Pérez. Coprotagonizada por Inés Estévez, Daniel Hendler, Nicolás Francella, Jorge Suárez, Alan Sabbagh, Celina Font, Darío Lopilato e Ignacio Pérez Cortés. También, contó con las actuaciones especiales de Facundo Arana y los primeros actores Selva Alemán, Raúl Rizzo y Alberto Martín. Y la presentación de Mariana Genesio Peña. que fue estrenada el 16 de septiembre de 2019.
En noviembre de 2020 se confirmó el rodaje de un Spin Off de la telenovela que tendrá 10 episodios pero, esta vez, sin la participación de Inés Estévez.

## Trama
Pequeña Victoria comienza con el nacimiento de un bebé, que unirá los caminos de cuatro mujeres muy diferentes, pero con un denominador común: el amor por la pequeña. Jazmín (Julieta Díaz), es una ejecutiva exitosa de casi cuarenta años que subrogó -de manera clandestina- el vientre de Bárbara (Natalie Pérez) para poder ser madre, sin que el embarazo perjudique su carrera corporativa en pleno ascenso. Bárbara, por su parte, alquiló su vientre a cambio de una remuneración que le permitiera ayudar a su madre y su hermano pequeño que viven en el Sur. Al entrar en trabajo de parto, pide un auto para ir a la clínica y así conoce a Selva (Inés Estévez) la conductora que, se involucra, la acompaña y decide no separarse de la beba. Selva es la voz de la experiencia, ha criado a sus hermanos prácticamente sola. También se hace presente en la clínica Emma (Mariana Genesio) una chica transgénero; quien, para sorpresa de todas, será parte fundamental de esta historia, siendo la donante de esperma.
Las cuatro mujeres trasgreden los protocolos de subrogación y deciden compartir la crianza de la “Pequeña Victoria”, quien las interpela y las desafía al amor. Las mujeres encuentran un vínculo sanador que no viene dado por la maternidad sino por la relación que construyen las cuatro, alrededor de la hija de todas.

## Reparto

### Elenco protagónico
- Julieta Díaz como Jazmín Jorgensen
- Luciano Castro como Manuel Apesteguía
- Natalie Pérez como Bárbara Salvatierra
- Inés Estévez como Selva Antúnez
- Mariana Genesio Peña como Emma Uriburu
- Facundo Arana como Antonio Tiscornia
- Nicolás Francella como Ariel Botti

### Elenco secundario
- Jorge Suárez como Mario Romero
- Daniel Hendler como Ernesto Salinas
- Alan Sabbagh como Gerardo Mancuso Puentes
- Ignacio Pérez Cortes como Juan Pablo Donato
- Darío Lopilato como Octavio Fortunati
- María Abadi como Valeria Mancuso

### Antagonistas
- Celina Font como Lucía Tiscornia
- Emilia Mazer como Edith Kogan
- Fabio Di Tomaso como Jose
- Micaela Vázquez como Gala

### Elenco recurrente
- Selva Alemán como Fabiana Sánz
- Valeria Lois como Amparo Rey
- Raúl Rizzo como Alfredo Uriburu
- Alberto Martín como Daniel
- Edgardo Moreira como Patricio Santos
- Paula Cancio como Dolores Brockenshire
- Osmar Núñez como Marlene
- Franco Rizzaro como Dante Tiscornia
- Micaela Suárez como Faustina Tiscornia
- Romina Escobar como Pía
- Ana Castel como Susy
- Sofía Diéguez como Violeta
- Payuca Del Pueblo como Glenda
- Julia Amore como Mara
- Valentín Salaverry como Boris Botti

### Participaciones especiales
- Coraje Abalos como Gustavo
- Alexia Moyano como Petra
- Agustín Sierra como Luca
- Ricardo Díaz Mourelle como Don Jorgensen
- Nora Blum como Ana "Anita"
- Gloria Carrá como Anette Aguilar
- Dalma Milebo como Myriam Cárdenas
- Luz Rossi como Clara
- Los Caligaris como Ellos mismos
- Constanza Espejo como Marcela De Petri

## Premios y nominaciones
| Lista de premios y nominaciones | Lista de premios y nominaciones | Lista de premios y nominaciones | Lista de premios y nominaciones | Lista de premios y nominaciones | Lista de premios y nominaciones | Lista de premios y nominaciones |
| Año                             | Organización                    | Categoría                       | Nominado/a (s)                  | Resultado                       | Ref(s)                          |                                 |
| ------------------------------- | ------------------------------- | ------------------------------- | ------------------------------- | ------------------------------- | ------------------------------- | ------------------------------- |
| 2020                            | Premios Emmy Internacional      | Mejor Telenovela                | Pequeña Victoria                | Nominada                        | [ 5 ]                           |                                 |
| 2020                            | Produ Awards                    | Mejor Superserie                | Pequeña Victoria                | Nominada                        | [ 6 ]                           |                                 |
| 2020                            | Rose d'Or Awards                | Mejor Telenovela                | Pequeña Victoria                | Ganadora                        | [ 7 ]                           |                                 |